# Aloísio Sebastião Boeing
 (décembre 2023).
Aloísio Sebastião Boeing (São Martinho, 24 décembre 1913 - Jaraguá do Sul, 17 avril 2006) est un prêtre catholique du diocèse de Joinville. Il a été proclamé vénérable en 2023.

## Biographie
Aloísio Boeing est né le 24 décembre 1913, à Vargem do Cedro, Santa Catarina. 

À l'âge de douze ans, le 11 février 1925, encouragé par le curé, il quitte son pays natal avec trois autres collègues, pour le sacerdoce.

### Formation
Les étapes de leur formation se sont déroulées essentiellement à Brusque (SC) et Taubaté (São Paulo). La première profession religieuse a lieu à Brusque le 16 janvier 1934. Il suit des études de théologie à Taubaté de 1938 à 1941. 
Il est ordonné prêtre le 1er décembre 1940.

### Prêtrise
Il est maître des novices pendant 24 ans.[réf. nécessaire]
En 1976, Aloísio Boeing  fonde la "Fraternité mariale du Cœur de Jésus", à Jaraguá do Sul.
En dehors de Santa Catarina, il était vicaire à Varginha, Minas Gerais.

### Mort
Le père Aloísio est mort le 17 avril 2006.  
Il est enterré dans le jardin, à côté de l'église Notre-Dame du Rosaire, dans le quartier de Nereu Ramos, à Jaraguá do Sul.

## Vénérable
Le procès de béatification a été ouvert en 2013 par l'évêque diocésain Irineu Roque Scherer. La phase diocésaine a été clôturée en 2015. 
Le 23 février 2023, le Dicastère pour la Cause des Saints reconnait ses vertus héroïques,. 